# Microchilus ortgiesii
Microchilus ortgiesii är en orkidéart som först beskrevs av Heinrich Gustav Reichenbach, och fick sitt nu gällande namn av Paul Ormerod. Microchilus ortgiesii ingår i släktet Microchilus och familjen orkidéer. Inga underarter finns listade i Catalogue of Life.